# Ammopelmatus
Ammopelmatus là một chi côn trùng thuộc họ Stenopelmatidae.

## Các loài
Chi này có các loài sau:
- Ammopelmatus kelsoensis
- Ammopelmatus muwu